# Tears in Heaven
Tears in Heaven (en español: «Lágrimas en el cielo») es una balada escrita por Eric Clapton y coescrita por Will Jennings en memoria de Conor, hijo del primero, quien murió el 20 de marzo de 1991 al caer del piso 53 de un rascacielos en  Manhattan, Nueva York, a los 4 años y medio de edad. Escrita 9 meses después del deceso, se transformó en uno de los temas de más éxito de Clapton. Alcanzó el número 2 en la lista de popularidad Billboard Hot 100 de Estados Unidos y se mantuvo tres semanas en el primer lugar de la lista Adulto Contemporáneo en 1992. 
"Tears in heaven" fue incluida originalmente en la banda sonora de la película Rush. En enero de 1992, Clapton interpretó la canción frente a una audiencia en Bray Studios, Berkshire, Inglaterra, para MTV Unplugged, y la grabación apareció en su álbum Unplugged. En el año 1993 ganó tres premios Grammy, en las categorías "Canción del año", "Grabación del año" y "Mejor interpretación vocal pop masculina". También fue incluida en el álbum de Clapton Unplugged. La canción ocupa el puesto 353 de las 500 mejores canciones de todos los tiempos según Rolling Stone

## Personal
- Eric Clapton – voz, guitarra clásica y dobro.
- Randy Kerber – armonio y piano.
- Jayden Maness – guitarra de acero con pedal.
- Nathan East – bajo.
- Lenny Castro – percusiones.
- Jimmy Bralower – percusiones.

## Posicionamiento en listas
| Listas (1992–2013)                    | Mejor posición |
| ------------------------------------- | -------------- |
| Alemania (Offizielle Deutsche Charts) | 42             |
| Argentina (CAPIF)                     | 1              |
| Australia (ARIA)                      | 37             |
| Austria (Ö3 Austria Top 40)           | 10             |
| Bélgica (Flandes) (Ultratop 50)       | 16             |
| Bélgica (VRT Top 30 flamenca)         | 10             |
| Brasil (ABPD)                         | 1              |
| Canadá (RPM Top Singles)              | 1              |
| Canadá (RPM Adult Contemporary)       | 1              |
| Colombia (ASINCOL)                    | 8              |
| Dinamarca (Tracklisten)               | 40             |
| Estados Unidos (Billboard Hot 100)    | 2              |
| Estados Unidos (Adult Contemporary)   | 1              |
| Estados Unidos (Mainstream Rock)      | 9              |
| Estados Unidos (Cashbox Top Singles)  | 1              |
| European Hot 100                      | 3              |
| Francia (SNEP)                        | 2              |
| Irlanda (IRMA)                        | 1              |
| Islandia (IFPI)                       | 1              |
| Italia (Musica e dischi)              | 4              |
| Japón (Oricon International Singles)  | 1              |
| Nueva Zelanda (Recorded Music NZ)     | 1              |
| Países Bajos (Dutch Top 40)           | 17             |
| Reino Unido (UK Singles Chart)        | 5              |
| Suecia (Sverigetopplistan)            | 4              |
| Suiza (Schweizer Hitparade)           | 7              |